# Rifugio Aosta
Il rifugio Aosta è un rifugio situato nel comune di Bionaz (AO), in Valpelline, nelle Alpi Pennine, a 2.788 m s.l.m.

## Storia
Il primo rifugio collocato nella zona e costruito nel 1908 fu distrutto da una valanga nel 1951. Fu quindi nuovamente ricostruito e inaugurato per la seconda volta nel 1956, ma venne nuovamente danneggiato da una valanga nel 1990 (fu scoperchiato il tetto). L'attuale struttura risale quindi al 1995, data dell'ultima inaugurazione.

## Caratteristiche e informazioni
Il rifugio è collocato su un terrazzino in posizione dominante nel Vallon de Tsa de Tsan ai piedi dell'omonimo ghiacciaio e del Ghiacciaio des Grandes Murailles.
Il rifugio dispone di 24 posti letto in camere e 14 posti letto in un locale invernale, posto al piano superiore e sempre aperto.

## Accessi
L'accesso avviene dalla Valpelline. Superato l'abitato di Bionaz, si arriva al Lago di Place-Moulin (1.950 m). Da qui, per strada poderale, si costeggia il lago, si supera il Rifugio Prarayer (2.005 m) e si risale la lunga vallata di origine glaciale che, fino a qualche decennio fa, ospitava alla sua testata il Ghiacciaio basso di Tza de Tzan. Nell'ultimo tratto, a causa del ritiro del ghiacciaio e della presenza di rocce montonate, assai levigate, sono state poste alcune catene metalliche e scalini. È richiesta notevole prudenza in quanto l'esposizione è molto elevata. Il tempo totale di percorrenza è di circa 4h00 dal parcheggio adiacente al Lago di Place-Moulin.

## Ascensioni
- Dent d'Hérens - 4.171 m
- Tête de Valpelline - 3.802 m
- Tête Blanche - 3.710 m
- Dents des Bouquetins - 3.838 m
- Monte Brulé - 3.591 m

## Traversate
- Rifugio Nacamuli al Col Collon - 2.818 m
- Cabane des Vignettes - 3.157 m
- Cabane de Bertol - 3.311 m
- Schönbielhütte - 2.694 m